# ابن عرس سيبيري
ابن عرس سيبيري (الاسم العلمي: Mustela sibirica) (بالإنجليزية: Siberian Weasel)‏ هو نوع من الحيوانات يتبع جنس ابن عرس من فصيلة العرسيات. يعد ابن العرس السيبيري من أنواع ابن العرس المتوطنة في آسيا حيث تتوزع على نطاق واسع ويمكن العثور عليها في عدة بيئات كالغابات والمناطق المفتوحة.